# Radenice
Radenice (en allemand : Radenitz) est une commune du district de Žďár nad Sázavou, dans la région de Vysočina, en République tchèque. Sa population s'élevait à 167 habitants en 2020.

## Géographie
Radenice se trouve à 9 km au nord-nord-est de Velké Meziříčí, à 17,5 km au sud-est de Žďár nad Sázavou, à 34,5 km à l'est de Jihlava à 139 km au sud-est de Prague.
La commune est limitée par Sklené nad Oslavou au nord-nord-est, par Bobrůvka au nord, par Pikárec à l'est, par Jívoví au sud et par Bory à l'ouest.

## Histoire
La première mention écrite de la localité date de 1483.

## Transports
Par la route, Radenice se trouve à 16 km de Velké Meziříčí, à 18,5 km de Žďár nad Sázavou, à 46,5 km de Jihlava et à 171 km de Prague.